# Vaccinium ovalifolium

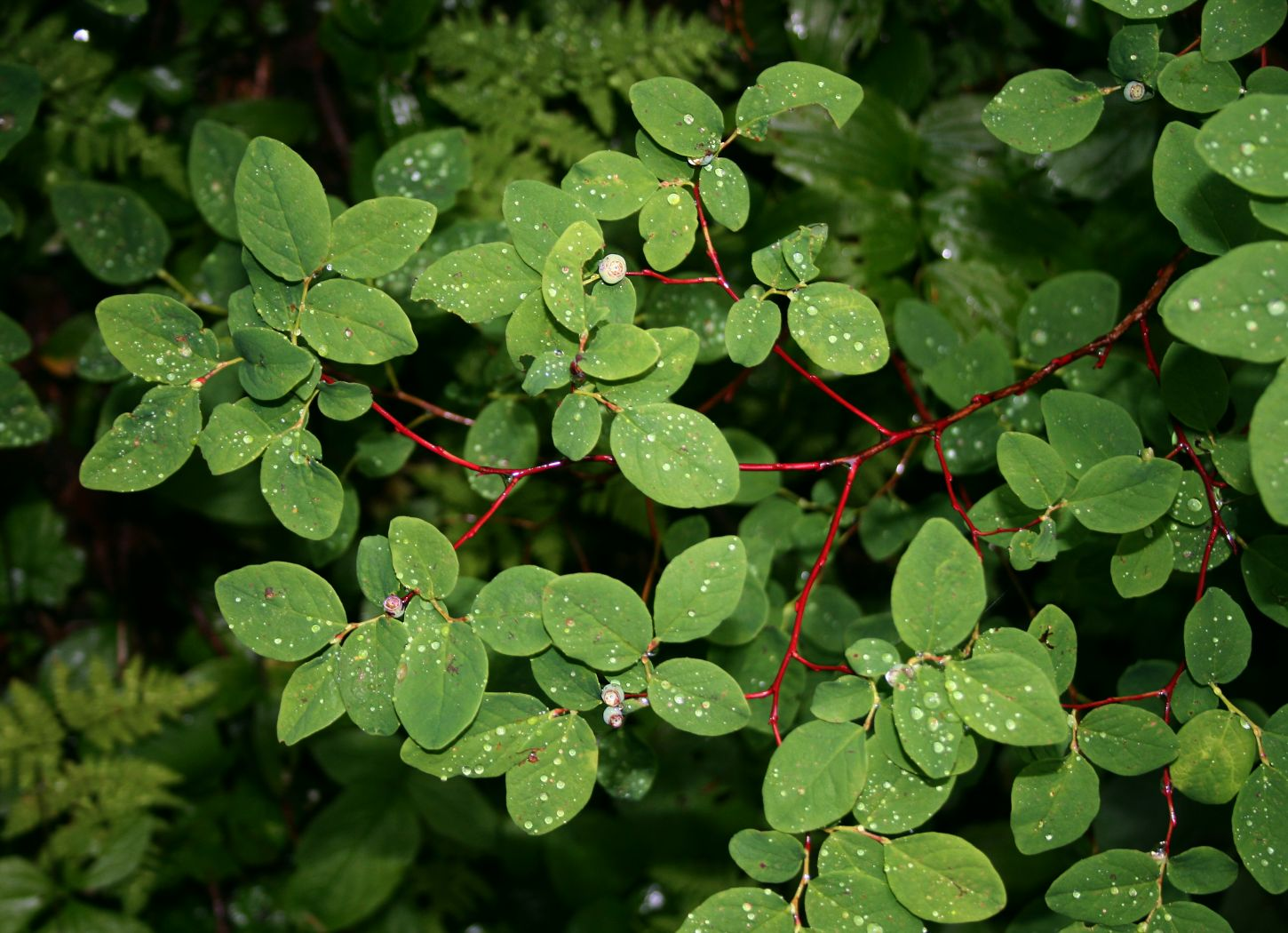
Lá của Vaccinium ovalifolium

Vaccinium ovalifolium (thường được gọi là việt quất Alaska, việt quất xanh/đen lá xoan) là một loài thuộc chi Việt quất, phát triển mạnh mẽ ở các vùng phía bắc, bao gồm cả vùng cận Bắc cực.

## Mô tả
Vaccinium ovalifolium là một loại cây bụi có chiều cao lên đến 5 mét. Hoa của nó có màu hồng, dài khoảng 6 - 7 mm. Quả mọng, thường có màu xanh đậm hoặc đen, đôi khi có phủ một lớp bột mỏng.

## Phân bổ
Vaccinium ovalifolium được tìm thấy ở cả hai phía đông và tây của Thái Bình Dương. Ở Bắc Mỹ, nó được phân bổ ở nhiều vùng của đất nước Canada (bao gồm Alberta, British Columbia, đảo Newfoundland, Nova Scotia, nam Ontario, nam Quebec và phía nam lãnh thổ Yukon) và Hoa Kỳ (nam Alaska, Idaho, bắc Michigan, Oregon, tây Nam Dakota và bang Washington). Ngoài ra, loài này còn được phát hiện ở Nga (các vùng Kamchatka, phía nam quần đảo Kuril, Primorsky Krai và Sakhalin) và Nhật Bản (Hokkaido, trung và bắc đảo Honshu).
Hai thứ (cấp dưới loài) khác cũng được tìm thấy ở Nga và Nhật là:
- V. o. var. sachalinense tại Sakhalin và Hokkaido[5]
- V. o. var. alpinum tại Daisetsuzan và dãy núi Hidaka trên đảo Hokkaido[6]

## Sử dụng

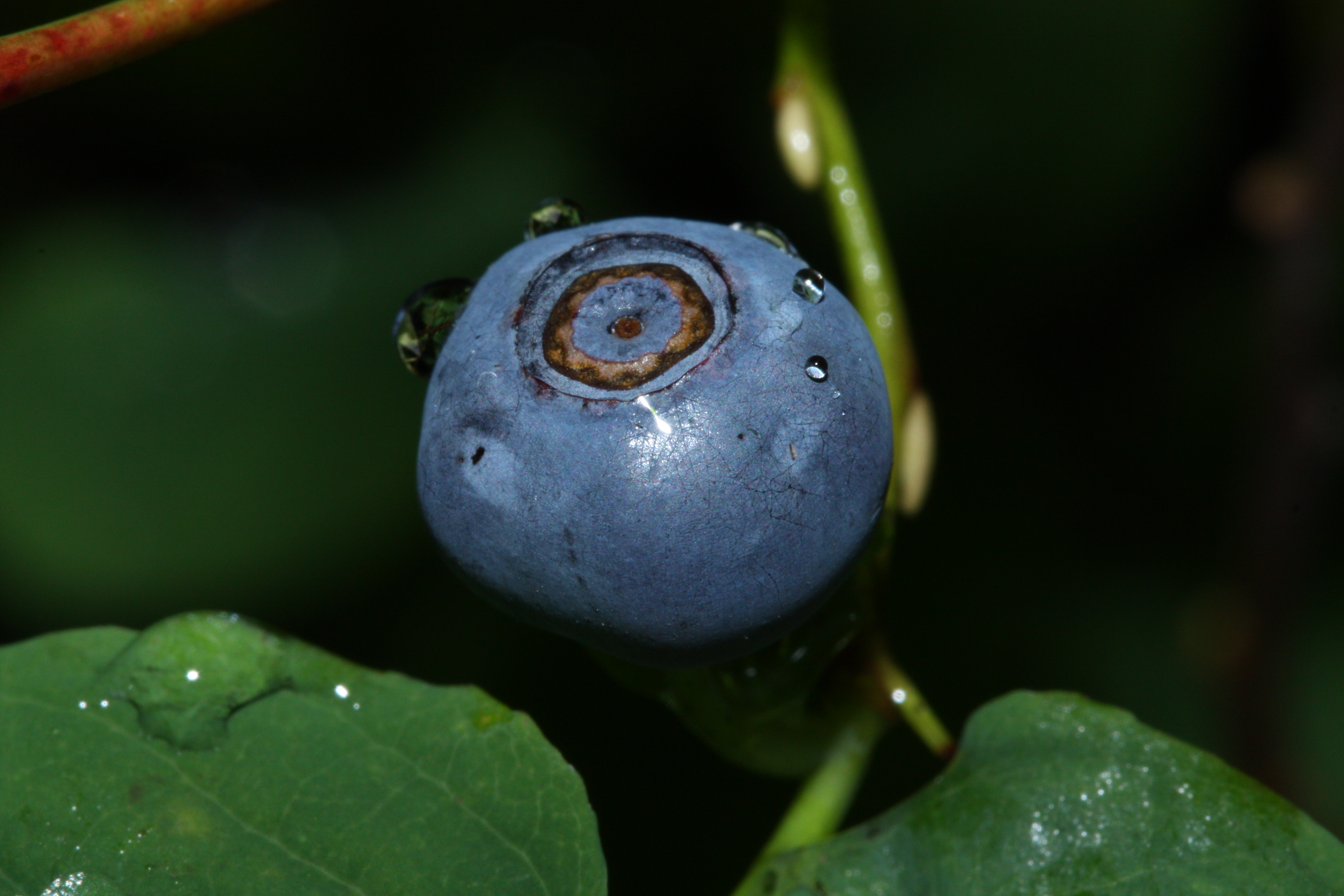
Trái của loài Vaccinium ovalifolium

V. ovalifolium được sử dụng để làm mứt và rượu mùi. Trà thảo dược việt quất có thể được làm từ lá hoặc từ nước ép của loại quả việt quất này. Ở Nga, chúng được sử dụng trong việc chế tạo thuốc nhuộm.
Vào mùa đông, V. ovalifolium là một nguồn thực phẩm quan trọng cho các loài hươu, dê và nai; còn vào mùa hè, nó cung cấp mật hoa cho loài chim ruồi.